# Asura flavida
Asura flavida är en fjärilsart som beskrevs av Butler 1887. Asura flavida ingår i släktet Asura och familjen björnspinnare. Inga underarter finns listade i Catalogue of Life.